# 委任制
委任制是一种政府公务员选拔形式。中国大陆对公务员采用以委任制为主的选拔形式。《中华人民共和国公务员法》第十条“公务员领导职务实行选任制、委任制和聘任制。公务员职级实行委任制和聘任制。”
在中国大陆，委任制是使用最普遍的干部任用形式，党政领导干部除选任制干部以及少数聘任制干部外，其他均实行委任制。在委任制下，任免机关在其任免权限范围内直接委派工作人员担任领导职务。
前中共中央组织部干部阎淮著《进出中组部：一个红二代理想主义者的另类人生》指，“委任制是任人唯親和排斥異己的制度條件，是吹牛拍馬之輩向上爬的便捷通道。那些具有獨立人格的人，即使能力強、品質好，也難被委任。沒有權力制衡的委任制是劣者上、良者下的逆向淘汰制度。這種制使得下級對上級層層依附、上級對下級層層控制。山頭、派系由此而生。”